# Nabben, Höganäs kommun
För andra betydelser, se Nabben.
Nabben är en bebyggelseenhet i tätorten Arild vid Skälderviken i Höganäs kommun. Nabben klassades som småort av SCB år 1990, men växte därefter samman med Arild.